# Чан Юран
Чан Юран (кхмер. ចាន់ យូរ៉ាន់; 7 января 1934, Пномпень, Камбоджа) — камбоджийский революционер, дипломат, участник движения Красных Кхмеров. Министр народного образования и молодежи правительства национального единства (1971—1975).

## Биография
Чан Юран родился 7 января 1934 года в Пномпене, Камбоджа. По происхождению — кхмер. Отец — Чан Дуть (кхмер. ចាន់ ឌុច), мать — Об Лморн. Имеет диплом юриста и докторскую степень в области государственного управления.
До 1971 года Юран занимал различные должности в правительстве Камбоджи, в том числе: главы бюро по административным и социальным вопросам при Совете министров, замдиректора по кадрам в министерстве иностранных дел, первого секретарь посольства Камбоджи в Париже. Занимал должность министра народного образования и молодежи в Королевском правительстве национального единства.
Посол Камбоджи (Демократической Кампучии) в КНР и Пакистане. Посол Высшего национального совета в Пекине (до декабря 1993 года). Участвовал в работе правительства в изгнании, сформированного полпотовцами в июле 1994 года в ответ на восстановление монархии. Занимал должности вице-премьера, министра иностранных дел, а также министра по делам традиций, культуры и кхмерской литературы.